# Albert Kluyskens

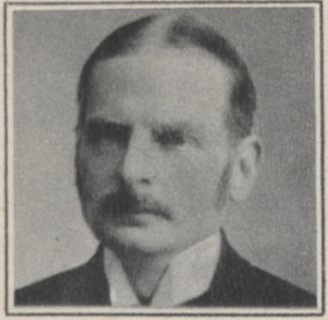
Albert Kluyskens

Albert Marie Adolphe Kluyskens (Landegem, 6 september 1885 – Gent, 21 december 1956) was een Belgisch jurist. Hij was een groot voorvechter, en een van de pioniers, van de  Nederlandstalige rechtscultuur in België.

## Leven
Albert Kluyskens werd geboren in een artsenfamilie. Zijn overgrootvader Jozef Kluyskens, was hoogleraar chirurgie. 
Hij liep middelbare school in het Gentse Sint-Barbaracollege. In 1903 besloot hij, tegen de familietraditie in, rechten te gaan studeren aan de Rijksuniversiteit Gent. In 1908 behaalde hij de academische graad van doctor in de rechten. Na zijn studies werd Kluyskens advocaat aan de Gentse balie.
Op 20 februari 1919 huwde hij Anna Coleta Maria Mathildis Henrica Van de Vyver (1889-1978). Nog in 1919 verliet hij de balie om adjunct-referendaris te worden bij de Rechtbank van Koophandel in Gent. Vier jaar later, in 1923, besloot hij een carrière in de magistratuur op te geven en over te stappen naar de academische wereld. Hij werd aan de universiteit van Gent benoemd als Nederlandstalig docent burgerlijk recht. Datzelfde jaar schreef hij zich terug in aan de Gentse balie.

### Academicus

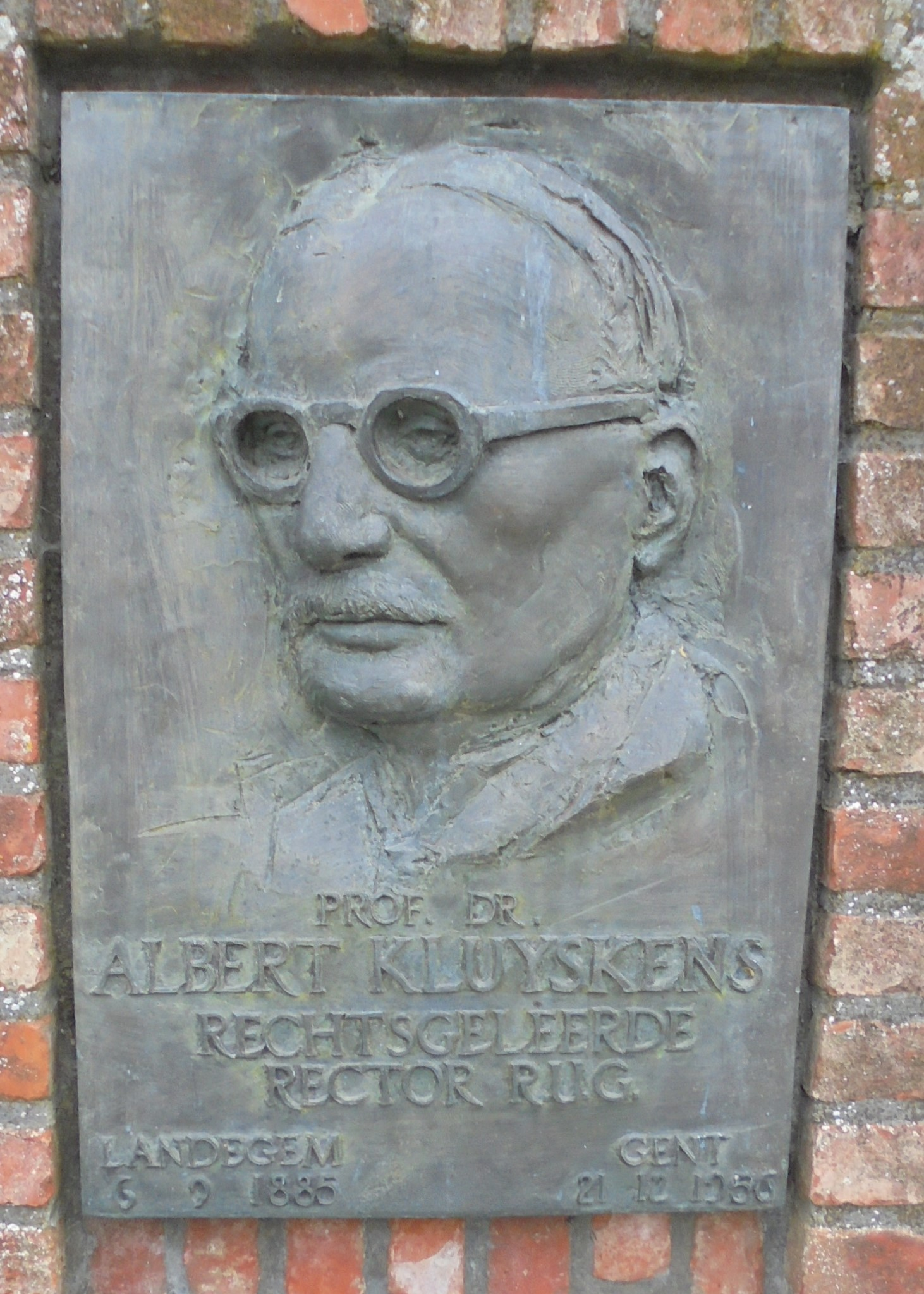
Monument Albert Kluyskens, Dennendreef, Landegem

Kluyskens klom snel de academische ladder op: in 1928 werd hij buitengewoon hoogleraar en in 1935 gewoon hoogleraar. Hij werd belast met een zeer ruime leeropdracht en gaf de volgende cursussen: algemene grondbeginselen van het hedendaags recht - geschiedkundige inleiding tot het burgerlijk recht - burgerlijk recht - wetten van burgerlijke rechtsvordering - beginselen van rechterlijke organisatie - vergelijkende burgerlijke instellingen - vergelijkende tolwetgeving.
Van 1933 tot 1936 was hij decaan van de rechtsfaculteit en in 1950 werd hij tot rector van de Rijksuniversiteit Gent benoemd voor een periode van drie jaar. In 1955 ging hij met emeritaat, na een academische carrière van 33 jaar.

### Advocaat
Zijn tweede carrière als advocaat, vanaf 1923, was even succesvol. Kluyskens hield zich vooral bezig met personen- en familierecht en handelsrecht. Van 1946 tot 1948 was hij stafhouder van de Gentse balie. In 1949 zegde hij de advocatuur een tweede maal vaarwel en werd opgenomen op de lijst van ere-advocaten.

### Politicus
Naast zijn bezigheden als advocaat en hoogleraar was Kluyskens ook actief in de politiek. Bij de verkiezingen van 1936 werd hij voor het Katholiek Verbond van België verkozen tot lid van de Kamer van volksvertegenwoordigers voor het arrondissement Gent-Eeklo. Hij werd in 1939 herverkozen en zetelde in totaal tien jaar in de Kamer, met evenwel de oorlogsjaren tijdens dewelke het Belgisch parlement verhinderd werd te zetelen. In 1946 werd hij voor de CVP verkozen in de Senaat als rechtstreeks gekozen senator voor het arrondissement Gent-Eeklo en ook dit mandaat bekleedde hij gedurende tien jaar, tot aan zijn dood.
Als politicus was Kluyskens nauw betrokken bij een aantal belangrijke dossiers zoals de oprichting van de Raad van State en de hervorming van de Nationale Bank van België.

### Pionier van de Vlaamse rechtscultuur
Net zoals de andere domeinen van het maatschappelijk leven was de Belgische juridische wereld aan het begin van de 20ste eeuw eentalig Frans. Van de wetgeving, de rechtspraak en de rechtsleer bestonden weinig of geen Nederlandstalige versies. In het kader van de meer algemene beweging naar Vlaamse emancipatie die in die dagen tot ontwikkeling kwam, ontstond er in Vlaanderen ook de drang naar de invoering van het Nederlands in het recht en de rechtscultuur.
Reeds in 1910 publiceerde Kluyskens in het Rechtskundig Tijdschrift, in die tijd het enige Nederlandstalige juridische vakblad in België. In 1926 stond hij mee aan de wieg van het Vlaams Rechtsgenootschap (het VRG), de vereniging van Nederlandstalige rechtenstudenten aan de universiteit van Gent. Kluyskens werd gevraagd als ere-voorzitter van de kersverse studentenclub. Hij benadrukte het grote belang voor de studenten om het Nederlands te gebruiken tijdens hun studies en hun latere beroepsleven. Hij stond hierbij voor een pragmatische aanpak: het Nederlands moest in de juridische wereld worden ingevoerd, niet door theatrale bijeenkomsten, maar door daden en werken. Kluyskens stond zo mee in voor de vorming van de eerste generatie Vlaamse, Nederlandstalige juristen. Van 1933 tot 1935 was hij voorzitter van het Vlaams Pleitgenootschap in Gent.
Tussen 1925 en 1945 verscheen het magnum opus van Kluyskens: Beginselen van het Burgerlijk Recht. Dit achtdelige boek was het eerste Nederlandstalige handboek over het Belgisch burgerlijk recht. Het was een van de belangrijkste bijdragen aan de prille Vlaamse rechtsleer.

### Overlijden
Op 21 december 1956 overleed Albert Kluyskens onverwacht in zijn woning in Gent. Begin dat jaar was hij met emeritaat gegaan, wat gepaard was gegaan met een huldeplechtigheid op 15 april 1956.

## Werken
- Beginselen van het burgerlijk recht, 8 delen, verschenen tussen 1925 en 1945:
  - De verbintenissen (1925)
  - De erfenissen (1927)
  - De schenkingen en testamenten (1930)
  - De contracten (1934)
  - Zakenrecht (1936)
  - Voorrechten en hypotheken (1939)
  - Personen- en familierecht (1942)
  - Het huwelijkscontract (1945)
- De Raad van State en de Belgische Grondwet, in: Rechtskundig Weekblad, 1939-1940
- Een malle historie. Het geval Martens, in: De Landwacht, 22 november 1939
- L'Université de Gand, in: Histoire des Universités belges, Brussel, 1954

## Onderscheidingen
- lid van de Maatschappij der Nederlandse Letterkunde, Leiden
- Lid van de Koninklijke Vlaamse Academie voor Wetenschappen en Kunsten van België
- Lid van de Vereniging voor de vergelijkende studie van het recht in Nederland en in België